# Consetta Caruccio-Lenz
Consetta Caruccio-Lenz   (Nova York, 26 de setembre de 1918 - Cambridge, 2 de juliol de 1980) va ser una gimnasta artística estatunidenca que va competir durant les dècades de 1930 i 1940.
El 1936 va prendre part en els Jocs Olímpics de Berlín, on fou cinquena en la competició del concurs complet per equips del programa de gimnàstica. El 1948, un cop finalitzada la Segona Guerra Mundial, als jocs de Londres, va guanyar la medalla de bronze en la competició del concurs complet per equips del programa de gimnàstica.
En el seu palmarès també destaquen vuit títols nacionals, dos d'ells en el concurs complet i tres en terra. En retirar-se de la competició fou entrenadora de l'equip olímpic femení estatunidenc fins a 1960 i també jutge. El 1980 fou incorporada al US Gymnastics Hall of Fame.